# Медени мјесец
Медени мјесец је југословенски филм из 1983. године. Режирао га је Никола Бабић који је написао и сценарио заједно са Звонимиром Мајдаком.

## Радња
Марко живи мирно у славонском селу Грабику у којем ради као благајник продавнице, али се у његов живот умеша Миле, загребачки криминалац, који заводи Гроздану, Маркову љубав. Тада се Марко разочара и одлази из Грабика, али га у току ноћи аутом удари Ванда. Мислећи да је повређен ставља га у ауто и одводи у Загреб. Тамо га убрзо уводи у криминал.

## Улоге
| Глумац               | Улога                          |
| -------------------- | ------------------------------ |
| Слободан Миловановић | Марко Билогора                 |
| Бисерка Ипса         | Ванда                          |
| Нада Абрус           | Грација                        |
| Љубиша Самарџић      | Рајко                          |
| Павле Вуисић         | Лаза                           |
| Отокар Левај         | Миле                           |
| Тошо Јелић           | Тошо                           |
| Илија Ивезић         | Никола, шеф полиције           |
| Фабијан Шоваговић    | Сима                           |
| Звонко Лепетић       | Џек                            |
| Ксениа Прохаска      | Марина                         |
| Елизабета Кукић      | Конобарица                     |
| Вида Јерман          |                                |
| Владимир Бачић       | Макс                           |
| Антун Кујавец        | Доктор                         |
| Војкан Павловић      | гост у ресторану               |
| Лела Маргитић        | гошћа у ресторану              |
| Иво Фици             | Шокац са бициклом              |
| Лена Политео         | Невјестина мајка               |
| Иван Ловричек        | Дјелатник хотела               |
| Едита Липовшек       | Матурантица која купује хаљину |
| Данило Попржен       |                                |